# أندريا نوي
أندريا نوي (بالإيطالية: Andrea Noè)‏ ولد بتاريخ 15 يناير 1969 في ماجنتي، لومبارديا، إيطاليا، هو دراج إيطالي سابق في صنف سباق الدراجات على الطريق.

## سجل النتائج

### سباقات أو مراحل فاز بها
- طواف إيطاليا

## روابط خارجية
- أندريا نوي على موقع الاتحاد الدولي للدراجات (الإنجليزية)
- أندريا نوي على موقع أرشيف الدراجات (الإنجليزية)
- أندريا نوي على موقع إحصائيات الدراجات الإحترافية (الإنجليزية)
- أندريا نوي على موقع CycleBase (الإنجليزية)